# Alexis Zapata
Alexis Zapata Álvarez (Medellín, Colombia; 10 de mayo de 1995) es un futbolista colombiano. Juega como volante creativo y actualmente milita en Santa Fe de la Categoría Primera A colombiana.

## Trayectoria

### Envigado F. C.
Comenzó su carrera deportiva jugando con Envigado F. C., el cual adquirió sus derechos deportivos después de tener una notable actuación en Pony Fútbol. Debuta profesionalmente a inicios del año 2013. Con el conjunto naranja logró jugar 21 encuentros y anotar 2 goles.

### Udinese
Para comienzos del 2014 Udinese de Italia hace oficial la compra del 80% de sus derechos deportivos. En este club no permanece inicialmente, pues es cedido al Sassuolo cuando es adquirido, sin embargo, en julio de 2014 llega al Udinese y permanece  durante la temporada 2014-2015 teniendo muy poca oportunidad de jugar.

### Sassuolo
El 31 de enero se confirma la cesión del jugador al Sassuolo de Italia con fin de que se adapte al Calcio y gane minutos. Aquí compartió equipo con Paolo Cannavaro y Simone Zaza. No jugó ningún partido.

### Perugia
El 5 de agosto de 2015 sería confirmado como refuerzo del Perugia tras llegar a una cesión con el Udinese. Debutaría el 5 de octubre en el empate a cero goles contra Trapani, jugando todo el partido. Anotaría su primer gol el 21 de noviembre cerrando la victoria 4-0 sobre Brescia. El 17 de mayo de 2016 marca su último gol con el club en el empate a un gol en su visita al Livorno.

### Millonarios
El 26 de enero de 2017 se oficializa su llegada a préstamo por un año sin opción de compra a Millonarios de la Categoría Primera A de Colombia. Debuta el 11 de marzo en la goleada 3 a 0 sobre el América de Cali jugando una parte del segundo tiempo. Se corona como campeón del Torneo Finalización 2017 luego de vencer en el clásico capitalino a Independiente Santa Fe.

### Envigado F. C.
El 20 de septiembre de 2018 se confirme su regreso al club de dónde salió, al Envigado de la Categoría Primera A. Debuta el 24 de septiembre en el empate a un gol frente al América de Cali ingresando en el segundo tiempo. Su primer gol lo marca el 28 de octubre en la caída 2-1 en casa del Atlético Huila.

El 3 de marzo marca sus primeros dos goles del 2019 en la goleada 4 por 1 sobre el América de Cali marcando dos golazos de media distancia, a los siete días marca de nuevo en la victoria 3 por 1 como visitantes ante Rionegro Águilas. El 21 de abril marca el gol del empate a un gol frente a Unión Magdalena, el 23 de octubre marca de tiro penal el empate al minuto 90 contra Atlético Nacional como visitantes siendo su último gol con el club.

### Emelec
El 28 de diciembre de 2019, es anunciado nuevo jugador del Emelec de la Serie A de Ecuador. Debuta el 5 de febrero como titular en la goleada 3 por 0 sobre Club Blooming por la Copa Sudamericana 2020. Marca su primer gol el 13 de septiembre en el empate a un gol en su visita a Olmedo.

Su primer gol del 2021 lo marca el 21 de febrero en la goleada 4 por 1 sobre Deportivo Cuenca. El 16 de marzo marca por la Copa Sudamericana 2021 en el empate a dos goles como visitantes ante Macará por la primera fase. El 2 de mayo marca en la victoria 3 a 2 sobre Orense, el 7 de mayo marca el gol del empate a un gol en su visita al Deportes Tolima en Lima, al final quedan eliminados en la fase de grupos donde el sería el goleador del club con tres goles en siete partidos.

### América de Cali
El 7 de enero de 2024, es anunciado nuevo jugador del América de Cali de la Categoría Primera A de Colombia. Disputó 36 partidos y convirtió 2 goles; llegó hasta la final de la Copa Colombia 2024 y quedó subcampeón tras perder ante Atlético Nacional.
En liga, solo en 1 de los 2 campeonatos del año 2024, lograron clasificar a cuadrangulares semifinales, sin embargo, quedaron terceros del grupo B y no clasificaron a la final.

### Independiente Santa Fe
Se confirmó su llegada a Independiente Santa Fe el día 10 de enero de 2025 a través de redes sociales. En su debut marcó un gol y se ha mantenido constante dentro de la nomina titular con múltiples contribuciones en el sistema de juego, siendo así uno de los referentes en la clasificación a cuadrangulares del torneo apertura 2025-1. Sale campeón del mismo torneo contra el Independiente Medellin. Juega parte del segundo tiempo. 

## Selección nacional
Ha sido convocado a la selección sub-18 de Colombia con la cual ganó el Torneo masculino de fútbol en los Juegos Bolivarianos de 2013 donde convirtió 3 goles.
En diciembre de 2014, Zapata es convocado por Carlos "El Piscis" Restrepo para disputar el Sudamericano Sub-20 2015 realizado en Uruguay. Disputó la Copa Mundial Sub-20 2015 realizada en Nueva Zelanda en donde jugó 4 partidos y anotó un gol.

### Participaciones con la selección
| Competencia              | Sede          | Resultado        | Partidos | Goles |
| ------------------------ | ------------- | ---------------- | -------- | ----- |
| Juegos Bolivarianos 2013 | Perú          | Campeón          | 4        | 3     |
| Sudamericano Sub-20 2015 | Uruguay       | Subcampeón       | 7        | 0     |
| Copa Mundial Sub-20 2015 | Nueva Zelanda | Octavos de final | 4        | 1     |

## Clubes
| Club            | País     | Año              | Partidos | Goles |
| --------------- | -------- | ---------------- | -------- | ----- |
| Envigado F. C.  | Colombia | 2013 y 2018-2019 | 65       | 14    |
| Sassuolo        | Italia   | 2014/15          | 0        | 0     |
| Udinese         | Italia   | 2014/15          | 1        | 0     |
| Perugia         | Italia   | 2015/16          | 29       | 3     |
| Millonarios     | Colombia | 2017             | 9        | 0     |
| Emelec          | Ecuador  | 2020-2023        | 90       | 16    |
| América de Cali | Colombia | 2024             | 36       | 2     |
| Santa Fe        | Colombia | 2025 - Presente  | 11       | 3     |
| TOTAL           | TOTAL    | TOTAL            | 241      | 38    |

## Estadísticas

### Clubes
Actualizado al último partido disputado el 15 de diciembre de 2024.
| Club | Div.          | Temporada     | Liga  | Liga  | Liga  | Copas nacionales (1) | Copas nacionales (1) | Copas nacionales (1) | Copas internacionales (2) | Copas internacionales (2) | Copas internacionales (2) | Total | Total | Total |
| Club | Div.          | Temporada     | Part. | Goles | Asis. | Part.                | Goles                | Asis.                | Part.                     | Goles                     | Asis.                     | Part. | Goles | Asis. |
| --- | ------------- | ------------- | ----- | ----- | ----- | -------------------- | -------------------- | -------------------- | ------------------------- | ------------------------- | ------------------------- | ----- | ----- | ----- |
| Envigado F. C. · Colombia | 1.ª           | 2013          | 15    | 2     | 0     | 6                    | 0                    | 0                    | —                         | —                         | —                         | 21    | 2     | 0     |
| Envigado F. C. · Colombia | 1.ª           | 2018          | 7     | 1     | 1     | —                    | —                    | —                    | —                         | —                         | —                         | 7     | 1     | 1     |
| Envigado F. C. · Colombia | 1.ª           | 2019          | 37    | 11    | 2     | —                    | —                    | —                    | —                         | —                         | —                         | 37    | 11    | 2     |
| Envigado F. C. · Colombia | Total club    | Total club    | 59    | 14    | 3     | 6                    | 0                    | 0                    | —                         | —                         | —                         | 65    | 14    | 3     |
| Sassuolo · Italia | 1.ª           | 2014/15       | 0     | 0     | 0     | —                    | —                    | —                    | —                         | —                         | —                         | 0     | 0     | 0     |
| Sassuolo · Italia | Total club    | Total club    | 0     | 0     | 0     | —                    | —                    | —                    | —                         | —                         | —                         | 0     | 0     | 0     |
| Udinese · Italia | 1.ª           | 2014/15       | 1     | 0     | 0     | —                    | —                    | —                    | —                         | —                         | —                         | 1     | 0     | 0     |
| Udinese · Italia | Total club    | Total club    | 1     | 0     | 0     | —                    | —                    | —                    | —                         | —                         | —                         | 1     | 0     | 0     |
| Perugia · Italia | 2.ª           | 2015/16       | 27    | 3     | 0     | 2                    | 0                    | 0                    | —                         | —                         | —                         | 29    | 3     | 0     |
| Perugia · Italia | Total club    | Total club    | 27    | 3     | 0     | 2                    | 0                    | 0                    | —                         | —                         | —                         | 29    | 3     | 0     |
| Millonarios · Colombia | 1.ª           | 2017          | 8     | 0     | 0     | 1                    | 0                    | 0                    | —                         | —                         | —                         | 9     | 0     | 0     |
| Millonarios · Colombia | Total club    | Total club    | 8     | 0     | 0     | 1                    | 0                    | 0                    | —                         | —                         | —                         | 9     | 0     | 0     |
| Emelec · Ecuador | 1.ª           | 2020          | 15    | 1     | 2     | —                    | —                    | —                    | 1                         | 0                         | 0                         | 16    | 1     | 2     |
| Emelec · Ecuador | 1.ª           | 2021          | 24    | 5     | 1     | —                    | —                    | —                    | 7                         | 3                         | 0                         | 31    | 8     | 1     |
| Emelec · Ecuador | 1.ª           | 2022          | 23    | 5     | 1     | —                    | —                    | —                    | 8                         | 0                         | 3                         | 31    | 5     | 4     |
| Emelec · Ecuador | 1.ª           | 2023          | 9     | 2     | 0     | —                    | —                    | —                    | 3                         | 0                         | 0                         | 12    | 2     | 0     |
| Emelec · Ecuador | Total club    | Total club    | 71    | 13    | 4     | —                    | —                    | —                    | 19                        | 3                         | 3                         | 90    | 16    | 7     |
| América de Cali · Colombia | 1.ª           | 2024          | 28    | 1     | 1     | 8                    | 1                    | 0                    | —                         | —                         | —                         | 36    | 2     | 1     |
| América de Cali · Colombia | Total club    | Total club    | 28    | 1     | 1     | 8                    | 1                    | 0                    | —                         | —                         | —                         | 36    | 2     | 1     |
| Santa Fe · Colombia | 1.ª           | 2025          | 0     | 0     | 0     | 0                    | 0                    | 0                    | 0                         | 0                         | 0                         | 0     | 0     | 0     |
| Santa Fe · Colombia | Total club    | Total club    | 0     | 0     | 0     | 0                    | 0                    | 0                    | 0                         | 0                         | 0                         | 0     | 0     | 0     |
| Total carrera | Total carrera | Total carrera | 194   | 31    | 8     | 17                   | 1                    | 0                    | 19                        | 3                         | 3                         | 230   | 35    | 11    |
| (1) Incluye datos de Copa Colombia (2013-Act) y Copa Italia (2015/16).(2) Incluye datos de la Copa Sudamericana (2020-2023) y Copa Libertadores (2022). |               |               |       |       |       |                      |                      |                      |                           |                           |                           |       |       |       |

## Palmarés

### Títulos nacionales
| Título              | Equipo      | País     | Año  |
| ------------------- | ----------- | -------- | ---- |
| Torneo Finalización | Millonarios | Colombia | 2017 |
| Torneo Apertura     | Santa Fe    | Colombia | 2025 |

### Títulos internacionales
| Título              | Equipo          | País | Año  |
| ------------------- | --------------- | ---- | ---- |
| Juegos Bolivarianos | Colombia Sub-18 | Perú | 2013 |

### Distinciones individuales
| Distinción                               | Año  |
| ---------------------------------------- | ---- |
| Mejor jugador de los Juegos Bolivarianos | 2013 |